# Synagoga w Suszu

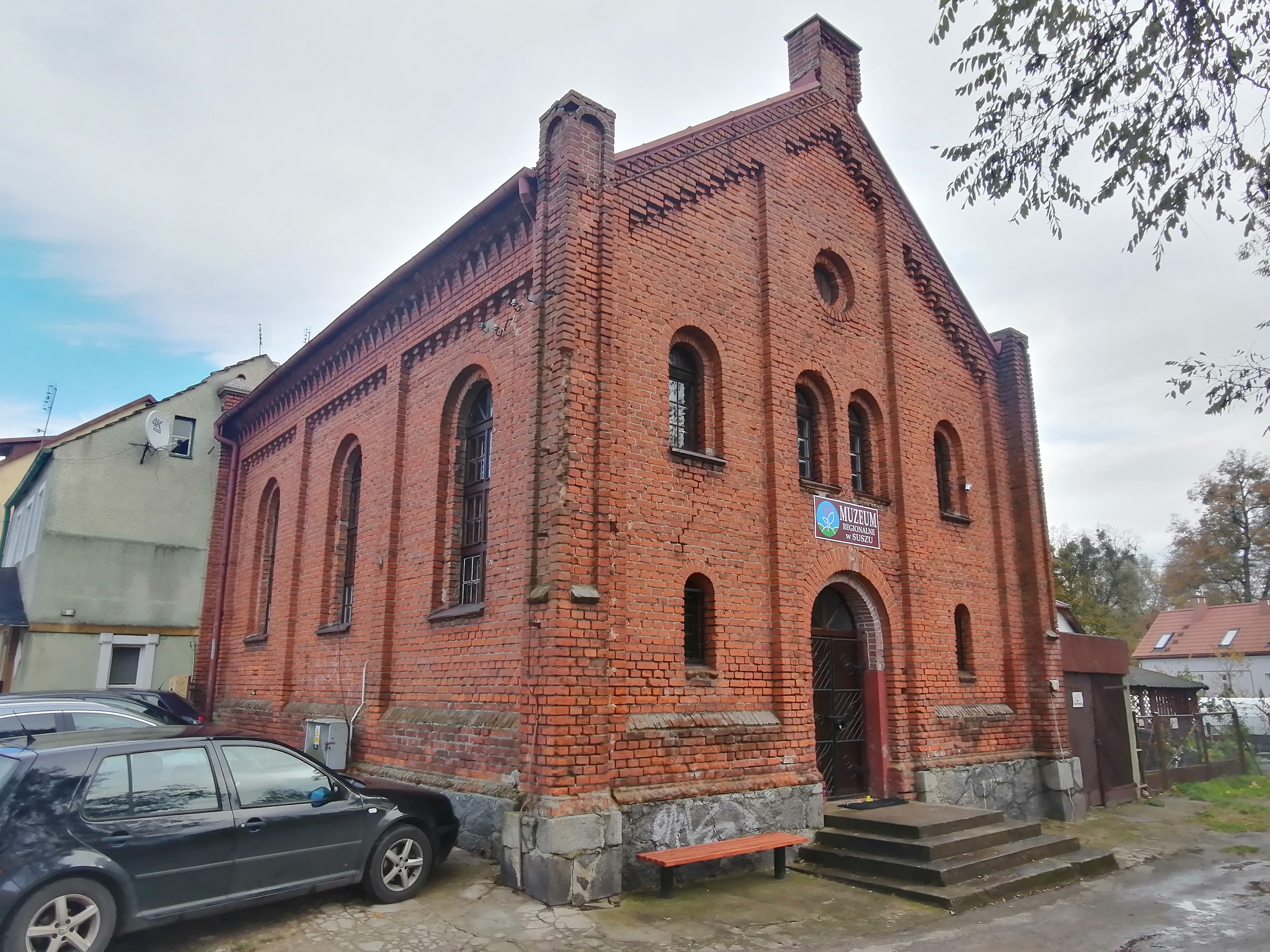
Budynek synagogi w Suszu, wybudowany przez Gminę Żydowską w Rosenbergu

Synagoga w Suszu – synagoga znajdująca się w Suszu przy ulicy Wąskiej 5, za czasów niemieckich noszącej nazwę Schmalestraße.
Synagoga została zbudowana w 1868 roku na dwóch parcelach zakupionych przez suską gminę żydowską. Podczas II wojny światowej hitlerowcy zdewastowali wnętrze synagogi. Po zakończeniu wojny została przeznaczona na siedzibę Suskiego Ośrodka Kultury. W 2001 roku na mocy ustawy z 1997 roku o restytucji mienia żydowskiego synagoga została zwrócona Związkowi Gmin Wyznaniowych Żydowskich w RP. Od 2008 r. jest wynajmowana przez zbór Kościoła Zielonoświątkowego z pobliskiej Iławy, który organizuje w niej nabożeństwa i spotkania dla mieszkańców Susza.
Murowany z nieotynkowanej cegły budynek synagogi wzniesiono na planie prostokąta. Zachował się wystrój zewnętrzny budynku. Wykazuje on niezwykłe podobieństwo do mrągowskiej synagogi. Całość jest nakryta dachem dwuspadowym.